# Кристина, инфанта Испании
Её Королевское Высочество Донья Кристина Федерика Виктория Антония де ла Сантисима Тринидад, инфанта Испании (исп. Su Alteza Real Doña Cristina Federica Victoria Antonia de la Santísima Trinidad, Infanta de España; род. 13 июня 1965 года, Мадрид, Испания) — младшая дочь Короля Испании Хуана-Карлоса I и королевы Софии, бывшая герцогиня Пальма-де-Майорка. Занимает 6-е место в порядке наследования трона.

## Образование
Среднее образование получила в школе Santa Maria del Camino (Мадрид).
С 1984 года по 1989 год обучалась на факультете политических наук и социологии Мадридского университета Комплутенсе, где изучала политические науки.
В 1990 году — окончила Нью-Йоркский университет и получила степень магистра в области международных отношений.
До 1991 года — стажировалась в Секретариате ЮНЕСКО в Париже (Франция).
Владеет каталанским, английским, французским, греческим и испанским языками.

## Спорт и участие в Олимпийских играх
Инфанта Кристина занимается лыжным и парусным спортом. В 1987 и 1988 годах принимала участие в чемпионатах Испании по парусному спорту. В 1988 году была членом испанской олимпийской команды по парусному спорту в классе гоночных яхт 470 и знаменосцем сборной Испании на церемонии открытия XXIV летних Олимпийских игр 1988 года в Сеуле (Республика Корея).

## Общественная и государственная деятельность
Ведёт активную общественную жизнь, являясь представительницей королевского двора на различных мероприятиях внутри страны и за рубежом. Возглавляет различные благотворительные, культурные фонды и организации.
- Почётный председатель Испанской комиссии ЮНЕСКО
- Почётный председатель Фонда инфанты Кристины, созданного для поддержки инвалидов и умственно отсталых.
- Принимает личное участие в работе курсов по обучению инвалидов парусному спорту.
- С 4 октября 2002 года — посол доброй воли второй Всемирной ассамблеи Организации Объединённых Наций по проблемам старения, которая проходила с 8 по 12 апреля 2002 года в Мадриде[3].
- Президент Международного фонда по уходу за инвалидами[3].
- Член попечительского совета Фонда Дали.
- Директор Фонда Caixa в Барселоне.

## Семья

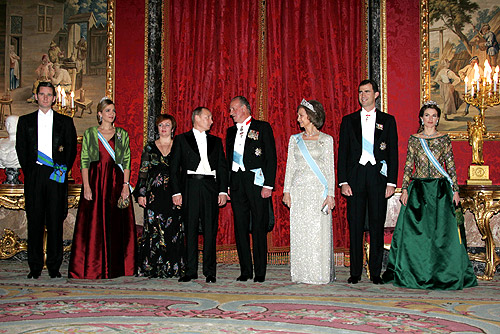
Мадрид, дворец Паласио-де-Ориенте. 8 февраля 2006 года. Перед началом государственного приёма в честь Владимира и Людмилы Путиных. С инфантой Кристиной и её супругом Иньяки Урдангарином (слева), королём Испании Хуаном Карлосом I, королевой Софией, принцем Астурийским Филиппом и принцессой Астурийской Летисией (справа)

4 октября 1997 года сочеталась браком с испанским спортсменом баскского происхождения Иньяки Урдангарином. Церемония венчания состоялась в кафедральном соборе Барселоны. Супруги официально развелись в декабре 2023 года.
Имеет 4 детей:
1. Его Превосходительство Дон Хуан Валентин де Тодос лос Сантос Урдангарин и де Бурбон, гранд Испании (род. 29 сентября 1999 года)
2. Его Превосходительство Дон Пабло Николас Себастьян де Тодос лос Сантос Урдангарин и де Бурбон, гранд Испании (род. 6 декабря 2000 года)
3. Его Превосходительство Дон Мигель де Тодос лос Сантос Урдангарин и де Бурбон, гранд Испании (род. 30 апреля 2002 года)
4. Её Превосходительство Донья Ирена де Тодос лос Сантос Урдангарин и де Бурбон, грандесса Испании (род. 5 июня 2005 года)

## Уголовное преследование
11 января 2016 года Принцесса Испании Кристина предстала перед судом по обвинению в мошенничестве. Это первый случай, когда перед судом предстал член испанской королевской семьи страны после восстановления монархии в 1970-х годах. 50-летнюю инфанту Кристину обвиняют в соучастии в хищении денежных средств вместе с её мужем и 16 другими подсудимыми. Все подозреваемые обвинения отвергают.
Принцессе грозит восемь лет тюрьмы, если её признают виновной. Процесс проходит на Майорке. Кристина обвиняется в соучастии в уклонении от уплаты налогов вместе со своим мужем Иньяки Урдангарином. Именно его некоммерческая организация «Институт Ноос» якобы использовалась как посредник, чтобы выигрывать необоснованно завышенные контракты с региональными органами власти. Объём государственных средств, уплаченных институту, составляет около 5,6 млн евро.

## Титулы
- C 13 июня 1965 года по 26 сентября 1997 года — Её Королевское Высочество Инфанта Донья Кристина Испанская (исп. Su Alteza Real la Infanta Doña Cristina de España) (13 de junio de 1965-26 de septiembre de 1997)
- С 26 сентября 1997 года по 13 июня 2015 года — Её Королевское Высочество Инфанта Донья Кристина, герцогиня Пальма-де-Майоркская (исп. Su Alteza Real la Infanta Doña Cristina, Duquesa de Palma de Mallorca)[5]

11 июня 2015 года указом её брата короля Испании Филиппа VI за участие в коррупционном скандале, связанном с её супругом, лишена герцогского титула.
- С 13 июня 2015 года — Её Королевское Высочество Инфанта Донья Кристина Испанская[6].

Полный официальный титул: Её Королевское Высочество Донья Кристина Федерика Виктория Антония де ла Сантисима Тринидад, инфанта Испании (исп. Su Alteza Real Doña Cristina Federica Victoria Antonia de la Santísima Trinidad, Infanta de España).

## Награды
- Дама Большого креста ордена Карлоса III
- Дама Большого креста ордена Изабеллы Католической (13 июня 1983 года)
- Дама Большого креста ордена Святого Олафа (Норвегия, 1995 год)
- Дама Большого креста ордена Христа (13 октября 1988 года, Португалия)[7]
- Дама Большого креста ордена Инфанта дона Энрике (1 апреля 1997 года, Португалия)[7]